# Bramatuero Alto
Le Bramatuero Alto est un lac des Pyrénées espagnoles dans la communauté autonome d'Aragon.

## Géographie
Le Bramatuero Alto est surplombé à l'Ouest par les pics de Bachimaña, au Nord par le grand pic de Péterneille et le pic de la Badète d'Arratille, à l'Est par l'Arratille. À quelque 300 mètres en dessous, à l'Ouest, se trouve son frère le Bramatuero Bajo.

### Topographie
C'est un lac de la vallée de Tena, situé à 2 500 m d'altitude pour une superficie de 28 ha. 

## Voies d'accès

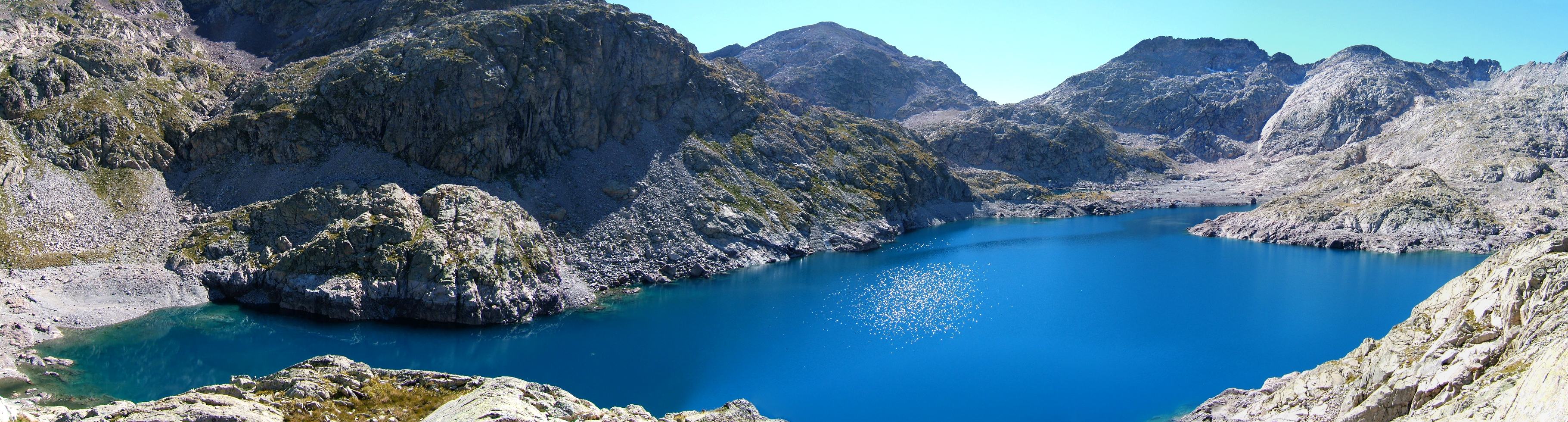
Le Bramatuero Alto en août 2006

Le lac est accessible par la HRP, en passant par le port du Marcadau depuis le refuge Wallon.